# クディムカル
座標: 北緯59度1分 東経54度39分 / 北緯59.017度 東経54.650度

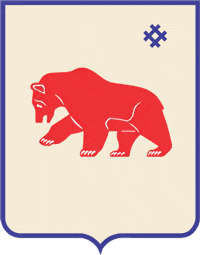

クディムカル（ロシア語: Кудымкар、コミ語: Кудымкöр、ラテン文字転写：Kudymkar）はロシア連邦のペルミ地方（旧 コミ・ペルミャク管区）の都市。コミ・ペルミャク管区時代はその中心都市だった。
ペルミから201km、カマ川の支流イニワ川とクワ川の合流地点に位置する。2001年の人口は34,500人。

## 歴史
1472年、ペルミを含む一帯がロシアに併合された。
最も古くは1579年の史料にクディムカルへの言及が見られる。16世紀以降、ロシア人の入植が始まり、17世紀にはクディムカルは地域の中心となった。
1908年のクディムカルの人口は1,192人。
1925年、コミ・ペルミャク自治管区の行政の中心となる。1938年に都市として登録された。

## 住民
住民の64%がコミ・ペルミャク人、33%がロシア人。